# Große Poensgen-Spiele
Die Großen Poensgen-Spiele sind die saisonalen deutschen Mannschaftsmeisterschaften der Damen der 18 Tennis-Landesverbände im Deutschen Tennis Bund.

## Geschichte
Erstmals wurden die Großen Poensgen-Spiele 1939 zu Ehren des 1949 verstorbenen, langjährigen 1. Vorsitzenden und Gründers des Rochusclubs in Düsseldorf, Ernst Poensgen, einem Düsseldorfer Industriellen und Mäzen, benannt und ausgetragen. Kriegsbedingt fielen die Spiele von 1943 bis 1947 aus und wurden ab 1948 als Meisterschaft der Verbände ausgetragen. Seit 2006 sind die Poensgen- und die Meden-Spiele als Große Meden-/Poensgen-Spiele zusammengelegt worden und finden in der Regel am Ende der Sommersaison statt.
Das Gegenstück zu den Großen Poensgen-Spielen sind bei den Herren die Großen Meden-Spiele (benannt nach Carl August von der Meden, einem ehemaligen Präsidenten des DTB), die wie die Poensgen-Spiele als Deutsche Mannschaftsmeisterschaften der Verbände den Zusatz: Groß erhalten haben.

## Modus
Die Großen Poensgen-Spiele wurden von 1939 bis 1942 durch zwei Einzel und ein Doppel entschieden. Von 1949 bis 1952 entschieden vier Einzel und zwei Doppel die Begegnungen. Von 1954 bis 1989 spielte man sechs Einzel und drei Doppel, ehe man ab 1990 zum ursprünglichen Modus mit zwei Einzel und einem Doppel zurückkehrte. Gespielt wird über zwei Gewinnsätze, wobei im Falle eines dritten Satzes ein Match-Tie-Break gespielt wird. Gastgeber des Turniers ist immer der Sieger der letztjährigen Veranstaltung.